# بازار بیروت

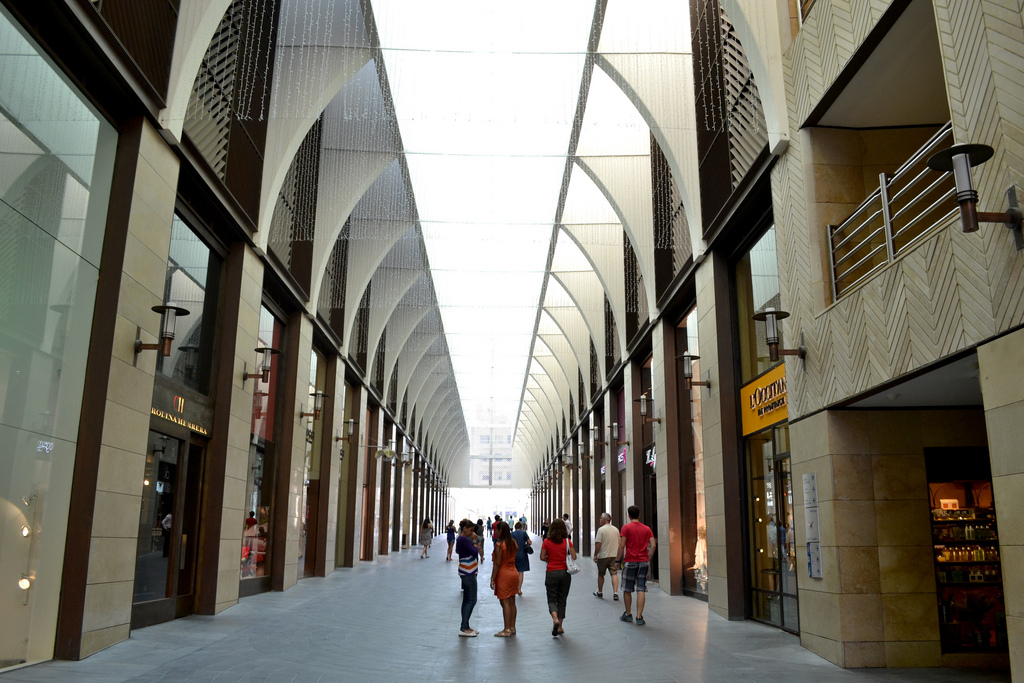
فروشگاه‌ها در میان کوچه‌های سرپوشیده گنبدی در درون مجتمع

بازار بیروت (عربی: أسواق بيروت) اصلی‌ترین منطقه تجاری در بخش مرکزی بیروت است. بیش از ۲۰۰ فروشگاه و ۲۵ ر ستوران و کافه، یک موزه علمی کودکان، یک مرکز پذیرایی یک سینمای کامل، خیابان نوبه ای خرید، و شعبه خرید در آینده‌ای نزدیک در خود جا داده‌است که بزرگترین و متنوع‌ترین محل خرید و تفریحی است. این محل به محل پیتزا خوری یا محل عمومی نیز شهرت دارد. این محل به صورت تاریخی محل بازرگانی بیروت است. این محل در زمان جنگ داخلی لبنان تخریب شده بود ولی بعداً توسط سلیدر بازسازی شد.

## تاریخچه

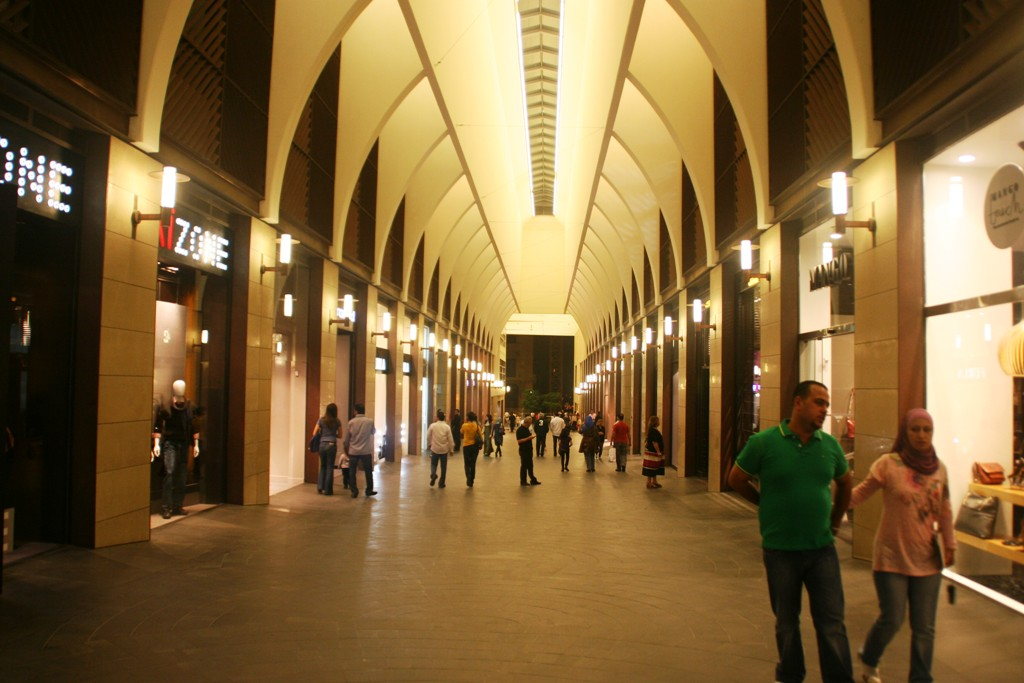
فروشگاه طویله

### فروشگاه طویله
فروشگاه طویله و جمیل قبل جنگ محل بسیار محبوبی برای خرید بود و این محل خرید بسیاری از لبنانی‌ها اروپایی‌های ساکن در لبنان بود به خصوص از زمانیکه زندگی آنها به سوی مدریزه شدن و امروزه شدن می‌رفت، همزمان بازار تره‌بار الفرانی به عنوان بزرگترین مرکز عرضه میوه و سبزیجات بود.

### تخریب
در طول جنگ داخلی لبنان بیروت به جبهه جنگ طرفین تبدیل شد. بعد از چند ماه آتش‌بس کوتاه مدت سپتامبر ۱۹۷۵ به مغازه‌داران منطقه مرکزی اجازه داد که وسایل خود را بتوانند تخلیه کنند. بعد از شروع مجدد جنگ این مکان به محل تک‌تیراندازان و منطقه‌ای خارج از اسکان تبدیل شد. در اکتبر ۱۹۷۵ جنگ به داخل فروشگاه‌ها کشیده شد و انفجارات و حریق باعث از بین رفتن این بازار شد. تخریب این بازار تأثیر مشابهی روی تاجران هم مسلمان و هم مسیحی گذاشت. این جنگ به مدت دو ماه و نیم ادامه داشت. در بهار ۱۹۸۳ کاروانسرای تاریخی آنتون بی‌خان و نماد بازار به خاطر پاکسازی تخریب شدند.

### بازسازی

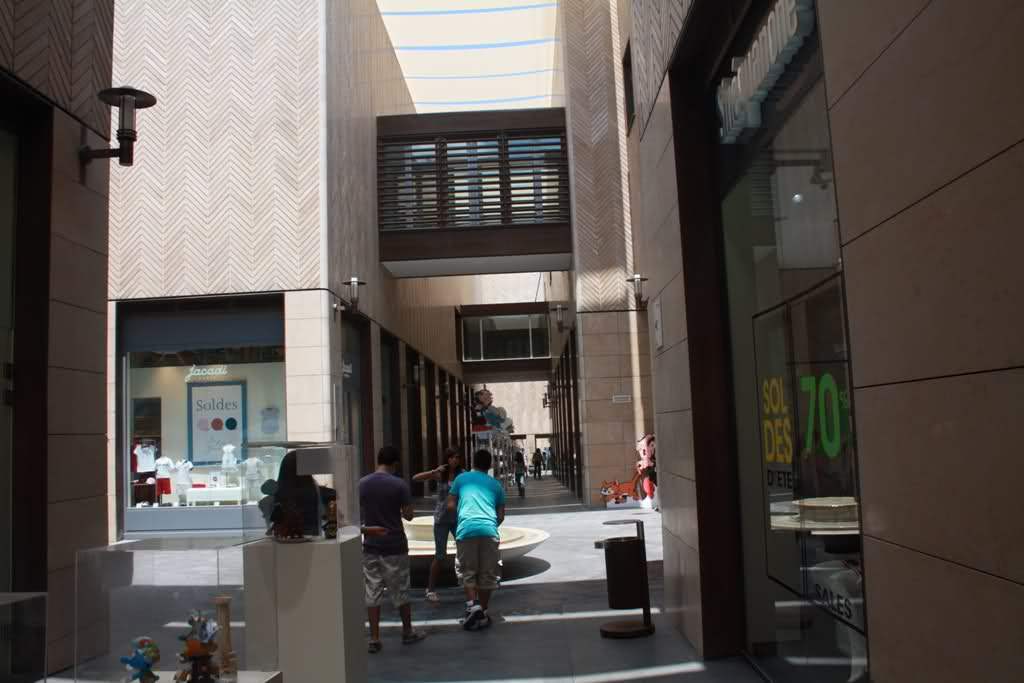
بازار آیس

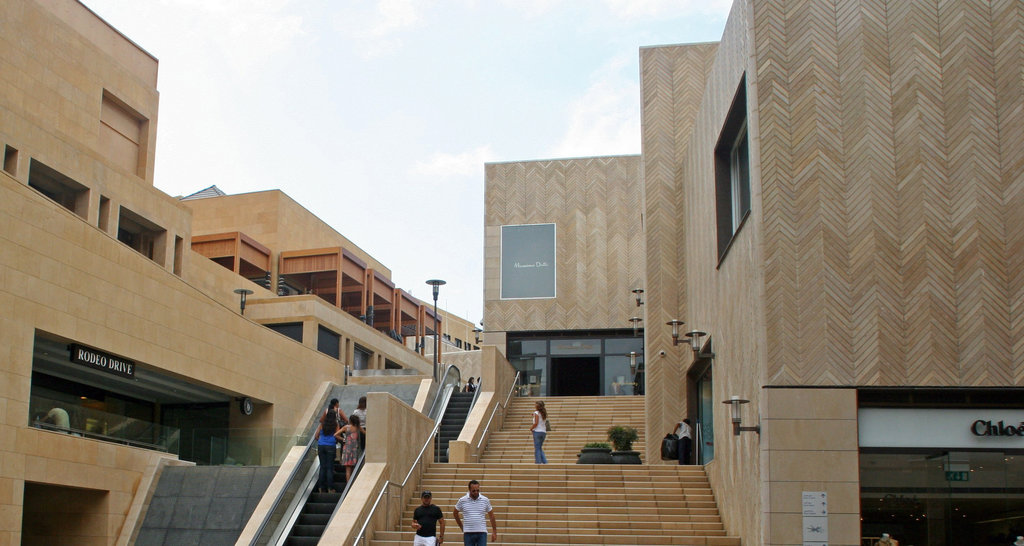
ورودی بازار بیروت از سمت خیابان فخری بی

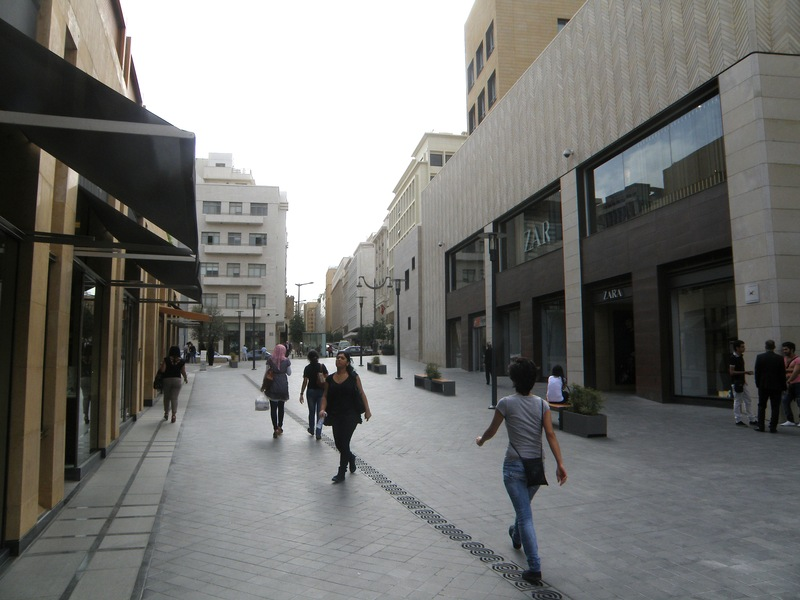
ورودی بازار از سمت ریو ویگاند

بازسازی منطقه مرکزی بیروت خیلی سریع بعد از پایان جنگ در سال ۱۹۹۱شروع شد. دارالهندسه توسط شورای پیشرفت و نوسازی لبنان مکلف به ارائه طرح کلی برای بازسازی تخریب شده مناطق مرکزی شد. هنری ادیک مهندس ارشد طراحی و آرشیتکت در دارالهندسه یک طرح کلی برای کامل کردن مناطق تخریب شده تاریخی و جایگزینی آنها با زیر ساخت‌ها و ساختمان‌های مدرن ارائه داد.

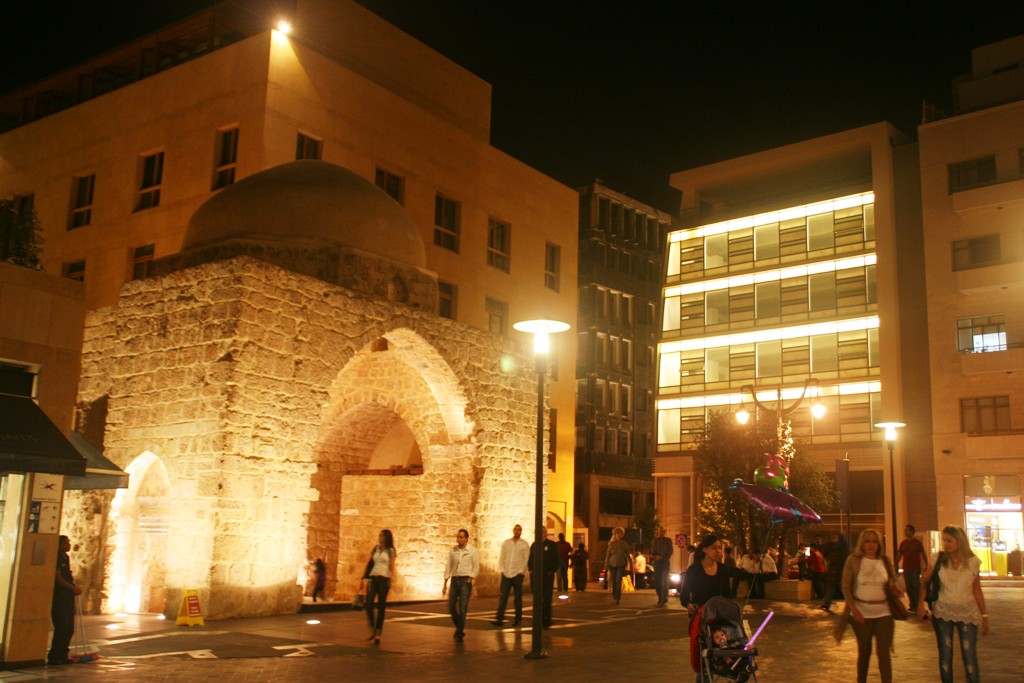
میدان امام قضایی

خاکبرداری از مناطق تخریب شده با مخالفت‌های گوناگونی رو به رو شد که در نهایت به طرح جایگزین راه برد که به نوعی باعث حفظ این بنای تاریخی شد. این طرح که به دست یک طراح لبنانی به نام جد تابت تهیه شد مورد قبول پارلمان لبنان قرار گرفت. در سال ۱۹۹۴ این پروژه توسط یک کمپانی نیمه دولتی که توسط دولت لبنان برای اجرای کامل بازسازی و بازپروری بخش مرکزی تأسیس شد، آغاز به کار کرد. به جز قسمتی از بنا که بازسازی شد بخش اعظم این بازار تخریب و نوسازی شد. قسمت خاکی مانده از خاکبرداری یک شکاف بزرگی برای هویت بیروت به جا گذاشت که ساخت بازار صلیدره این شکاف تاریخی را در قلب بیروت به هم آورد و جذابیت تجاری آنرا که در خلال جنگ به حاشیه رانده شده بود به منطقه بازگرداند. هزینه ساخت این بنا حدود ۱۰۰ میلیون دلار برآورد می‌شود و مدت ساخت آن ۱۸ماه تا ۲سال طول کشید.

### افتتاح

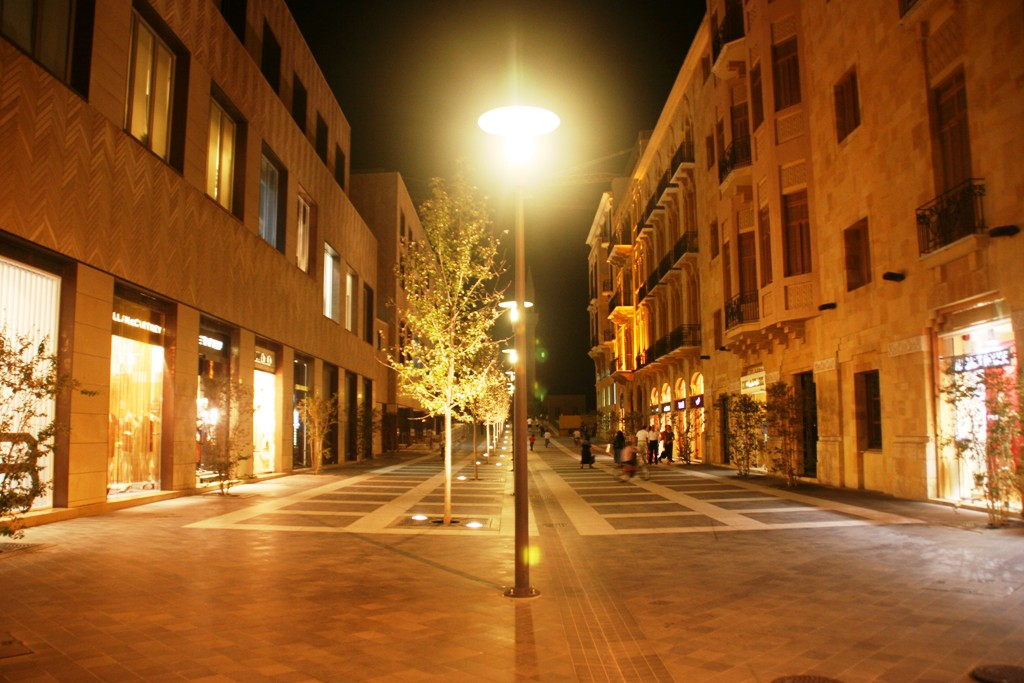
خیابان فخری بی

بازار بیروت در دوم اکتبر ۲۰۰۹ بعد از ۱۰ سال تأخیر به خاطر شرایط سیاسی در نهایت به روی عموم گشوده شد. افتتاح بازار طلا هم به خاطر عدم توافق مالی بین اتحادیه کارشناسان طلا و جواهرات لبنان به تعویق افتاد. در روز افتتاح بازدیدکنندگان با صحنه عجیبی رو به رو شدند که هنوز قسمتهایی از بازار در دست ساخت بود.

## موقعیت بازار
بازار بیروت در منطقه مرکزی بیروت واقع شده‌است، کرانه این بازار از خیابان میر مجید تا شمال، از وی گااند تا جنوب و از پاتریاچ تا غرب و از خیابان آلن بی تا شرق کشیده شده‌است.